# Уилбекин, Скотти
Скотти Джордан Уилбекин (англ. Scottie Jordan Wilbekin; род. 5 апреля 1993, Гейнсвилл, Флорида) — американский и турецкий профессиональный баскетболист, играющий на позиции разыгрывающего защитника. Выступает за баскетбольный клуб «Фенербахче».

## Ранние годы

### Колледж
С 2010 по 2014 год выступал за «Флорида Гейторс», с которым выиграл персональную награду Баскетболист года конференции Southeastern

### Клубная
Уилбекин выставлял свою кандидатуру на Драфт НБА 2014 года, но не был выбран.
Профессиональную карьеру начал в Австралии в клубе «Кэрнс Тайпанс», затем переехал в Европу в клуб АЕК.
С 2015 по 2018 года выступал за турецкий клуб Дарюшшафака, с которым выиграл Еврокубок 2017/18 и был признан MVP сезона.
В 2018 году перешёл в «Маккаби» (Тель-Авив).

### Международная
В 2018 году Уилбекин получил гражданство Турции и смог выступать за национальную сборную этой страны.
В августе 2023 года Федерация баскетбола Турции лишила Скотти Уилбекина статуса национального игрока, дисквалифицировала на пять матчей в Турецкой лиге и оштрафовала на 90 000 турецких лир за отказ играть за сборную Турции в олимпийском предквалификационном турнире.

## Достижения
- Обладатель Еврокубка: 2017/2018
- Чемпион Израиля (2): 2018/2019, 2019/2020